# أنور الحق مجاهد
أنور الحق مجاهد (مواليد 1967، ولاية ننكرهار)  هو ابن الزعيم الأفغاني المتوفى محمد يونس خالص، مؤسس الحزب الإسلامي خالص. عندما توفي خالص في عام 2006 تولى ابنه قيادة المنظمة، بعد وفاة خالص في عام 2006، نشأ صراع على السلطة بين ابنه أنور الحق مجاهد وحاج دين محمد، الحاكم السابق لولاية كابول. لكن يبدو أن حاج دين محمد نجح في تعزيز سيطرته على جزء كبير من الحزب. أصبح أنور الحق زعيمًا لجبهة تورا بورا العسكرية. واعتقلته المخابرات الباكستانية خلال مداهمة في بيشاور في يونيو 2009، أُطلق سراحه في عام 2012. وفي 22 أغسطس 2016 أعلن المتحدث باسم طالبان ذبيح الله مجاهد، أن أنور الحق قد بايع أمير طالبان الجديد هبة الله آخند زاده.